# برينا بالنسيا
برينا بالنسيا (Brina Palencia) (اسمها الكامل برينا ميشيل بالنسيا (Brina Michelle Palencia)) هي ممثلة أمريكية ولدت في 13 فبراير 1984 في أوكلاهوما.

## أدوارها في الأنمي

### مسلسلات أنمي تلفزيونية
- خيميائي الفولاذ - نينا تاكر
- خيميائي الفولاذ FULLMETAL ALCHEMIST - نينا تاكر
- داركر ذان بلاك -المقاول الأسود- - يين
- داركر ذان بلاك -جوزاء النيزك- - يين
- C - ماشو
- الخادم الأسود - سييل فانتومهايف, رايتشل فانتومهايف
- الخادم الأسود 2 - سييل فانتومهايف
- باكانو! - إينيس
- بلاك كات - إيف, دكتورة تياريو لوناتيك
- أريا الرصاصة القرمزية - شيرايوكي هوتوغي
- كلايمور - بريسيلا
- شيكاباني هيمي: أكا - هوكتو, كون أوساكي
- كاشرن سينز - ليوز
- فايري تايل - جوفيا لوكسار
- الغبي والاختبار والوحش المستدعى - هيديوشي كينوشيتا, يوكو كينوشيتا
- الغبي والاختبار والوحش المستدعى اثنان! - هيديوشي كينوشيتا, يوكو كينوشيتا
- دراغون بول كاي - تشاوتزو, بوار
- دي جرايمان - إليادي
- ساموراي 7 - أوما
- ون بيس - توني توني تشوبر, رورونوا زورو (أيام الطفولة), رونجو, كارمن
- فراكتال - كلاين
- سولتي راي - ميريل تايلر
- شاكوغان نو شانا II - كازومي يوشيدا
- شاكوغان نو شانا III(Final) - كازومي يوشيدا
- ناباري نو أو - ميهارو روكوجو
- أوكيكو فوريكابوتيه - رين ميهاشي (أيام الطفولة)
- سول إيتر - يومي أزوسا
- هيرويك إيج - بي
- جيغوكو شوجو - أي إنما
- كيرو - الجندي الثاني تاماما
- إل كازادور - ميليسا روزنبرغ
- سبيد غرافر - كيكوكاوا
- إينيشال دي - ناتسكي موغي
- إينيشال دي Second Stage - ناتسكي موغي
- إينيشال دي Fourth Stage - ناتسكي موغي
- المعلم الساحر نيغيما! - يوي أياسي
- نيغيما!؟ - يوي أياسي, شيتشيمي
- سكول رمبل - ميكوتو سأو
- سكول رمبل:الفصل الدراسي الثاني - ميكوتو سأو
- إكس إكس إكس هوليك - مورو, زاشيكي-واراشي
- برج درواغا 〜the Aegis of URUK〜 - آميه
- برج درواغا 〜the Sword of URUK〜 - آميه
- ترينيتي بلاد - إيليس وازماير
- يوميات المستقبل - يونو غاساي
- تسوباسا كرونيكل - أكيرا, سومومو
- سوزوكا - هونوكا ساكوراي
- روميو x جولييت - جولييت
- نادي مضيفي ثانوية أوران - شيرو تاكاوجي
- أوكامي-سان و رفاقها السبعة - ريوكو أوكامي
- أسطول الزجاج - رالف
- غيلتي كراون - جون ساموكاوا
- رايلغان معينة خاصة بالعلم - رويكو ساتين
- موشيشي - بيكي (نور العين), نامي (من طرف البحر), شيغي
- روزاريو + فامباير - كورومو كورونو
- روزاريو + فامباير CAPU2 - كورومو كورونو
- المحقق كونان - آي هايبرا
- أويدو روكيت - سورا
- ذئب و توابل - هولو
- يا لسيدة النحس! - إيتشيكو ساكورا
- سبيس داندي - كراشر جيرل

### أنمي الإنترنت
- هيتاليا Axis Powers - تشيبيتاليا

### أوفا أنمي
- شاكوغان نو شانا S - كازومي يوشيدا
- المعلم الساحر نيغيما! الربيع - يوي أياسي
- المعلم الساحر نيغيما! الصيف - يوي أياسي

### أفلام أنمي
- إيفانجيليون: 1.0 أنت (غير) وحيد - ريه أيانامي
- إيفانجيليون: 2.0 أنت (لا) تستطيع التقدم - ريه أيانامي
- إيفانجيليون: 3.0 أنت (لا) تستطيع الإعادة - ريه أيانامي
- شاكوغان نو شانا - كازومي يوشيدا
- سمر وورز - ناتسكي شينوهارا
- إينيشال دي Third Stage - ناتسكي موغي
- XXXHOLiC: حلم ليلة منتصف الصيف - مورو
- دراغون بول: لعنة روبيات الدم - بوار
- ون بيس: أميرة الصحراء والقراصنة - توني توني تشوبر
- ون بيس: سترونج وورلد - توني توني تشوبر
- ون بيس Z -توني توني تشوبر

## أدوارها في ألعاب الفيديو
- تيلز أوف إكسيليا 2 - إيل ميل مارتا

## وصلات خارجية
- برينا بالنسيا على موقع IMDb (الإنجليزية)
- برينا بالنسيا على موقع ميوزك برينز (الإنجليزية)
- برينا بالنسيا على موقع ديسكوغز (الإنجليزية)
- برينا بالنسيا على موقع قاعدة بيانات الفيلم (الإنجليزية)
- برينا بالنسيا على موقع ANN person (الإنجليزية)